# Кенет Силвърман
Кенет Силвърман (на английски: Kenneth Silverman) е американски биограф и професор в Нюйоркския университет, лауреат на наградата за журналистика и литература „Пулицър“. Написал е биографии на Котън Меър, Едгар Алън По и Хари Худини.